# 格雷厄姆·怀特
格雷厄姆·怀特（英語：Graham White，1951年2月14日—），澳大利亚男子游泳运动员。他曾代表澳大利亚参加1968年和1972年夏季奥林匹克运动会游泳比赛，其中1968年奥运会获得一枚银牌。